# Hippoporina aulacomyae
Hippoporina aulacomyae is een mosdiertjessoort uit de familie van de Bitectiporidae. De wetenschappelijke naam van de soort is voor het eerst geldig gepubliceerd in 1981 door Lopez Gappa.